# Нагорных, Оксана Сергеевна
Оксана Сергеевна Наго́рных (род. 5 сентября 1991, Ангарск, Иркутская область) — российская спортсменка, чемпионка и призёр чемпионатов России по вольной борьбе, мастер спорта России.

## Спортивные результаты
- Чемпионат России по женской борьбе 2015 года — ;
- Чемпионат России по женской борьбе 2014 года — ;
- Чемпионат России по женской борьбе 2013 года — ;
- Гран-при Иван Ярыгин 2011 года — ;